# Jean-Dominique de La Rochefoucauld
Jean-Dominique de La Rochefoucauld (Paris, 30 de junho de 1931 - Paris, 2 de fevereiro de 2011) foi um roteirista e cineasta francês.
Pai da atriz Sophie de la Rochefoucauld e do cineasta Cécile de la Rochefoucauld, seus principais trabalhos ocorreram nas décadas de 1960, 1970 com roteiros de filmes como "La prise du pouvoir par Louis XIV", "Les Actes des apôtres", "Socrate", "Blaise Pascal" e "Augustin d'Hippone" de Roberto Rosselini e a década de 1980, são os seus melhores filmes, como "Richelieu ou la journée des dupes" (1983), "L'an Mil" (1984), "Liberté, libertés" (1988).

## Filmografia
- 1983 : Richelieu ou la journée des dupes
- 1984 : L'An Mil
- 1988 : Liberté, libertés
- 1992 : Taxi Girl
- 1992 : Le Faux Nez
- 1996 : Le Président et la garde barrière
- 2003 : La Faux
- 2005 : Rosalie s'en va